# Санта-Мария-ди-Монсеррато
Санта-Мария-ди-Монсеррато (итал. Santa Maria in Monserrato degli Spagnoli, исп. Santa María de Montserrat de los Españoles, лат. Sanctae Mariae Hispanorum in Monte Serrato) — церковь в Риме, посвящённая Деве Марии Монсерратской.
Церковь расположена недалеко от палаццо Фарнезе в районе Регола. Храм был возведён по проекту Антонио да Сангалло Младшего для арагонцев и каталонцев. В 1582-1584 годах по планам Франческо да Вольтерры была выполнена нижняя часть фасада, около 1673-1675 года церковь была окончательно закончена. С 1807 года — это национальная церковь испанцев в Риме.
В церкви находятся надгробия пап из рода Борджа — Каллиста III (Alfonso de Borja) и Александра VI (Rodrigo Borgia).

## Титулярная церковь
Церковь Санта-Мария-ди-Монсеррато является титулярной церковью, кардиналом-священником с титулом церкви Санта-Мария-ди-Монсеррато с 21 октября 2003 года по 27 апреля 2022 года, до своей смерти, являлся испанский кардинал Карлос Амиго Вальехо. Ныне вакантно.